# 卡南·巴納納
卡南·巴納納（Canaan Sodindo Banana，1936年3月5日—2003年11月10日）是第一任津巴布韦总统，屬於恩德貝萊族，任期为1980年4月18日－1987年12月31日。巴納納是一位卫理宗牧师，他擔任总统很大程度上是形式上的，实权掌握在他后来的继任者、当时的总理罗伯特·穆加贝手中。

## 生平
巴納納及穆加贝将津巴布韦的两个政党津巴布韦非洲民族联盟（ZANU）的津巴布韦非洲人民联盟（ZAPU）统一在一起，成为非洲统一组织的外交官，亦曾领导过津巴布韦大学宗教系。
在晚年他被判性悖軌罪，虽然他自己強烈否认，並稱自己厭惡同性戀，但还是因此被投入监狱，其後流亡倫敦至去世。